# Mozilla (талісман)
Мозілла (або Моззі, Моз, англ. Mozilla, Mozzie, Moz) був талісманом нині закритої Netscape Communications Corporation.

Мозілла виглядає як зелена або червона мультиплікаційна ящірка. Її створив Дейв Титус у 1994 році, а ім'я придумав програміст Джеймі Завінські під час однієї зустрічі, коли працював у компанії.
Ім'я «Mozilla» вже використовувалась Netscape як кодове ім'я для Netscape Navigator 1.0. Воно походить від комбінації слів «Mosaic killer» (вбивця Mosaic; тому що Netscape хотіла змістити NCSA Mosaic з позиції браузера номер один у світі) і «Godzilla» (Ґодзілла). Спочатку талісман мав різні форми, включаючи того ж самого астронавта в шоломі, але вибір ґодзіллоподібної ящірки безсумнівно краще підходив до ґодзіллоподібного імені.
Мозілла займав чільне місце на вебсайті Netscape в ранні роки існування компанії. Однак необхідність у створенні більш «професійного» образу (особливо у випадку корпоративних клієнтів) привела до його видалення. Але Мозілла продовжував використовуватися всередині Netscape, часто присутній на футболках, що видаються працівникам, або на малюнках, що прикрашають стіни містечка Netscape в Маунтін-В'ю.
Пізніше ім'я «Mozilla» стало відомішим, коли воно було використано для відкритого браузера з такою ж назвою. У той час як талісман Мозілли спочатку використовувався на сайті mozilla.org і як логотип в браузері, він був, зрештою, замінений великим, лютішим Tyrannosaurus rex (якому так і не дали офіційної імені, але зате також часто називають Мозілли).
Коли Netscape в 1998 році придбала сайт-каталог NewHoo, вона перейменувала його в Open Directory Project з псевдонімом «dmoz» (Directory of Mozilla) через його схожість з проектом Mozilla. Зображення Мозілли було поміщено на кожну сторінку сайту, що залишається і донині, незважаючи на розформування Netscape після придбання її AOL.